# John Seymour
John Seymour (ur. ok. 1474, zm. 21 grudnia 1536). Jego rodzicami byli Jan Seymour i Elżbieta Darell. Około 1500 r. poślubił Margaret Wentworth córkę Sir Henryka Wentworth i Anny Say. Mieli dziewięcioro dzieci:
- Margaret Seymour
- John Seymour
- Edward Seymour 1. książę Somerset
- Tomasz Seymour 1. baron Seymour Sudelley
- Jane Seymour królowa Anglii (1536-1537), trzecia żona Henryka VIII Tudora, matka Edwarda VI Tudora
- Elizabeth Seymour markiza Winchester
- Henry Seymour
- Dorota Seymour
- Anthony Seymour

Seymourowie mieszkali w zamku Wulfhall w hrabstwie Wiltshire. To tam Henryk VIII Tudor poznał Jane Seymour. John Seymour nie doczekał narodzin wnuka Edwarda VI Tudora, zmarł 21 grudnia 1536 r.